# OVS (Unternehmen)
OVS ist ein italienisches Textil- und Modeunternehmen mit Sitz in Venedig, das zur italienischen Coin S.p.A. gehört.

## Geschichte

### Italien

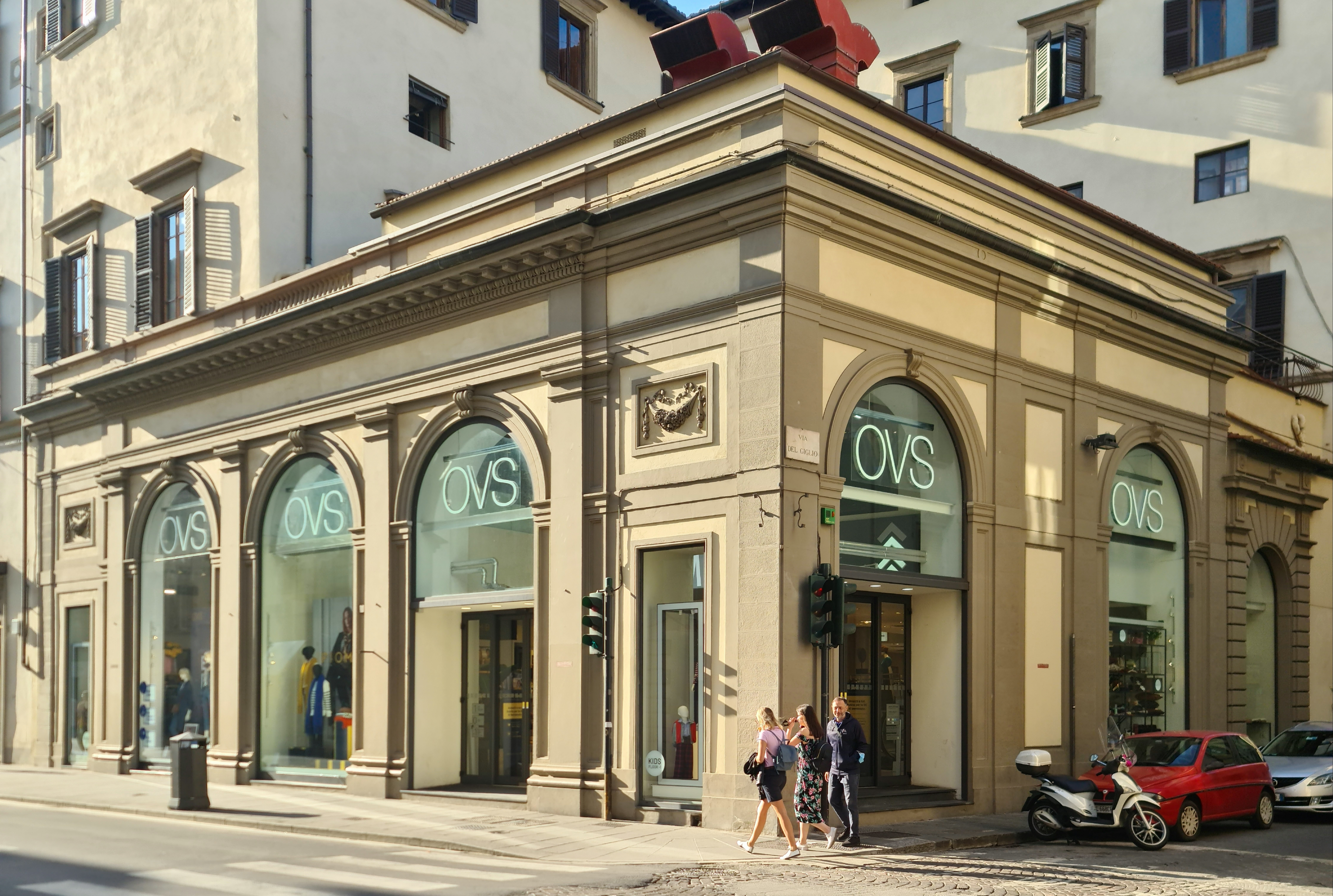
OVS-Filiale in Florenz (2021)

OVS wurde 1972 als Magazzini Oviesse gegründet.
Im September 2014 teilte OVS mit, dass das Unternehmen an die Mailänder Börse gehen werde. Der Börsengang soll Oviesse ca. 250 Millionen Euro zuführen, mit deren Hilfe Schulden abgebaut und neue Filialen finanziert werden sollen.

### Deutschland
Mit der Übernahme der defizitären Warenhäuser der Kaufhalle AG (Vertriebsschienen: Kaufhalle, M. multistore) im September 2000 stieg Oviesse in den deutschen Markt ein. Gegen eine Zahlung von 64 Millionen DM von Divaco verfügte Oviesse somit über 98 Warenhäuser, zwei Logistikzentren und eine Hauptverwaltung. Nicht in den Kauf eingeschlossen waren die Immobilien. Die 5000 Mitarbeiter erwirtschafteten zu diesem Zeitpunkt rund 1,4 Milliarden DM Umsatz. Oviesse wollte in den folgenden Jahren etwa 300 Millionen DM in die Modernisierung der Häuser investieren. Zudem erwartete Oviesse einen Restrukturierungsaufwand von ca. 100 bis 150 Millionen DM.
Während Oviesse die Textilien liefert, sollten alle anderen Produkte über die Deutsche Woolworth bezogen werden. Die nicht genutzten Flächen sollten an Lebensmitteleinzelhändler oder Verbrauchermärkte vermietet werden.
Der Umsatz der Warenhäuser sank nach dieser Umstrukturierung bis 2002 auf 267 Millionen Euro und die Anzahl der Warenhäuser auf 92. Zu diesem Zeitpunkt waren 30 Warenhäuser auf das neue Konzept umgestellt worden. Nach einer Übergangszeit wurden für den deutschen Markt angepasste Textilprodukte geliefert.
Aufgrund der Verluste und der schwierigen Marktlage entschied sich Oviesse, mittelfristig 75 Prozent der Häuser abzugeben, da in Deutschland nur ein Bedarf von etwa 40 Häusern vorhanden sei. Schon drei Monate später teilte Oviesse mit, dass für 71 Warenhäuser die Mietverträge gekündet seien und nur noch 17 Geschäfte weiterbetrieben würden. Für die betroffenen rund 1600 Mitarbeiter werde über einen Sozialplan verhandelt. Für die vorzeitige Kündigung der Filialen musste Oviesse rund 50 Millionen Euro Abstand an die Kaufhalle AG zahlen.
Aber auch die restlichen 17 Geschäfte waren nicht rentabel und so stieg Oviesse 2004 aus dem Deutschen Markt aus. Insgesamt hat die Expansionsbemühung dem Stammhaus Coin S.p.A. erhebliche finanzielle Verluste eingebracht.

### Schweiz
Die Schweizer Einzelhandelskette Magazine zum Globus suchte eine neue Strategie für ihre 30 Au-Bon-Marché-Filialen. Sie entschied sich dafür, Franchise-Nehmer von Oviesse zu werden und die Filialen entsprechend umzugestalten. Für die nicht benötigte Ladenflächen wurden Estorel-Drogerien und Nannini-Coffee-Shops als Mieter gefunden.
Die Geschäftszahlen für 2002 lagen unter den Erwartungen. Es hieß, dies sei zurückzuführen auf die geringe Bekanntheit von Oviesse und die zu der Zeit herrschenden Kaufzurückhaltung der Schweizer Bevölkerung. Globus gab Oviesse bis 2004 Zeit, profitabel zu werden. Aber auch das Jahr 2003 und das erste Halbjahr 2004 liefen für Oviesse nicht hervorragend, so dass Globus ab dem zweiten Quartal 2004 über einen Ausstieg aus dem Oviesse-Franchise verhandelte. Gleichzeitig wurden die 30 Schweizer Standorte zur Disposition gestellt. Nach dem Aus durch Globus übernahm C&A die Oviesse-Filialen und wandelte sie in C&A-Filialen um.
Im Oktober 2016 wurde die insolvente Schweizer Firma Charles Vögele von OVS über die Sempione Retail AG übernommen. OVS hat nach der Übernahme von Charles Vögele mehr als 40 Millionen Franken in den Umbau und die Modernisierung der Verkaufsflächen investiert, womit OVS im Jahr 2017 wieder in der Schweiz vertreten war.
Nur zwei Jahren nach der Übernahme, im Juni 2018, kündigte OVS (Sempione Fashion) in der Schweiz bereits Konkurs an und beantragte Nachlassstundung. Ein Großteil der ursprünglichen Charles-Vögele-Kunden blieb weg und gleichzeitig gelang es OVS in der kurzen Zeit nicht, neue Zielgruppen anzusprechen.
Ende Juli 2018 schloss die letzte OVS Filiale in der Schweiz ihre Türen.

### Österreich
Anfang 2021 übernahm OVS 23 Filialen des insolventen Modehändlers Stefanel.